# Taleh
Taleh, (somaliska: Taleex, arabiska: تلأ ح) är en småstad i östligaste Somalia. Den var tidigare huvudstad i Dervishstaten.

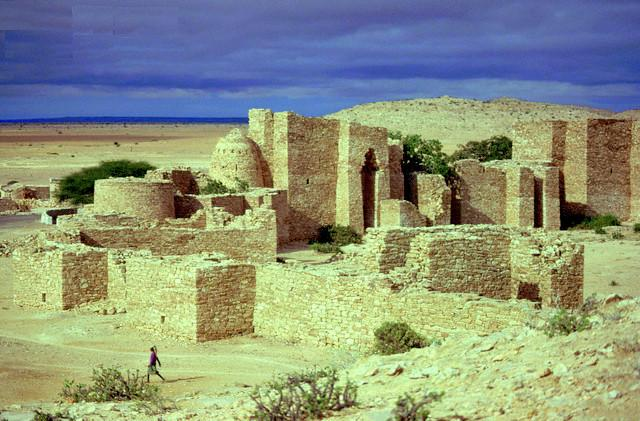
Taleh

I området finns flera historiska fort och byggnader. Området, som ligger i nuvarande SSC-Khatumo, höll enligt uppgifter från 2022 på att bli ett turistområde i takt med att landet återhämtar sig efter inbördeskriget.